# Эгурен, Густаво
Густаво Эгурен (исп. Gustavo Eguren; 1 января 1925, Нуэва-Херона, Исла де ла Хувентуд, Куба — 17 декабря 2010) — кубинский писатель, литературный критик, литературовед, дипломат. Доктор юридических наук.

## Биография
Баскского происхождения. Родился в семье иммигрантов. В 1928 году родители переселились в Испанию. Вернулся на Кубу в разгар великого экономического кризиса в 1934 году. Учился в средней школе Пинар-дель-Рио в 1944 году. Получил степень бакалавра искусств. Окончил Университет Гаваны в 1950 году. Защитил докторскую диссертацию в области юридических наук.
Входил в редакцию журнала «Pinar del Río» и «Semanario Extra del Lunes». До победы кубинской революции работал почтальоном, учителем, уличным торговцем, либреттистом на радио и телевидении.
С 1960 года — на дипломатической работе. В 1960—1965 годах работал в Индии, ФРГ, Финляндии и Бельгии. Вернувшись на Кубу, работал советником по литературе президента Национального совета культуры (1967) и директором комитета национальной литературы (1968—1969).
С 1969 по 1971 год — литературный критик Национальной библиотеки имени Хосе Марти. В 1971 году вернулся в министерство иностранных дел, был назначен временным поверенным в делах Кубы в Бельгии (1971—1972). С 1972 года работал в редакционной коллегии журнала Unión, затем стал руководителем секции литературы Союза писателей и художников Кубы (UNEAC).

## Творчество
Начал писать в пятнадцатилетнем возрасте.
Дебютировал в 1957 году. Считается одним из ведущих современных кубинских писателей. Внёс большой вклад в литературу Кубы своим литературным языком, изобретательностью, глубиной содержания и изысканным чувством юмора.
Автор разнообразных по стилистическим приемам и тематике произведений — от жанровых зарисовок быта и нравов провинциального городка в дореволюционной Кубе до описания событий, проблем и конфликтов последних десятилетий XX века, рассказы писателя отражают жизнь различных слоев кубинского общества на протяжении нескольких десятилетий.

## Избранные произведения
- Ла Робла (роман, 1967)
- Нечто о бледности, окне и возвращении (сборник рассказов и новелл, 1969)
- Сыр — не пища для ящериц (сборник рассказов, 1975)
- Кто-то стучится в дверь (сборник рассказов, 1977)
- Пингвины (1979)
- Союза писателей и художников Кубы (1987)
- Тени на белой стене (повесть)
- Окно на лужайку (сборник рассказов, 1984)
- Лучший в мире хоронильщик (рассказ, 1984)
- La fidelísima Habana (1986)
- Los papelillos de San Amiplín (юмор, сатира, 1997)
- Пепе (роман, 1998)